# Tim & Eric

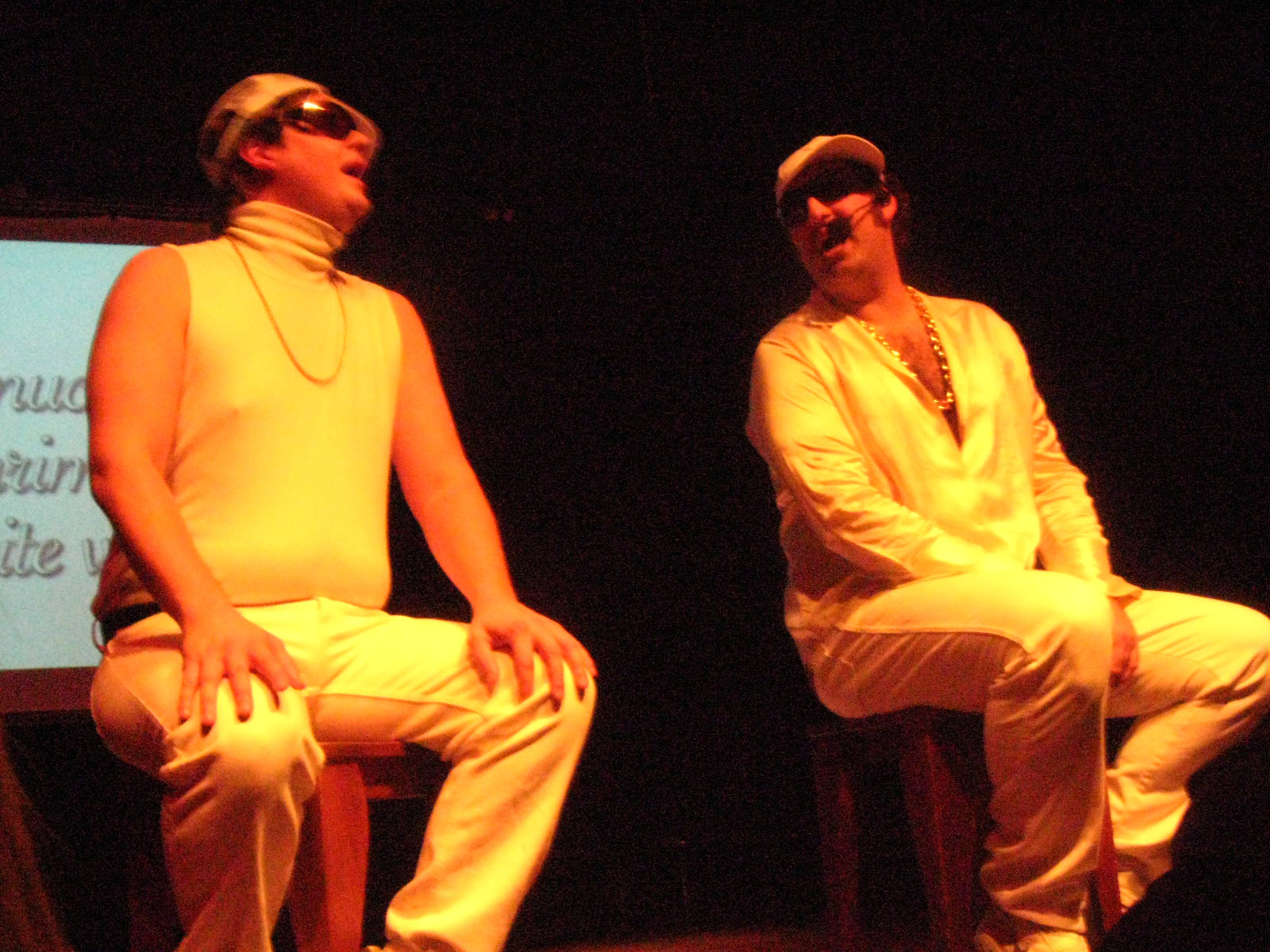
Tim & Eric.

Tim & Eric est un duo comique américain composé de Tim Heidecker et Eric Wareheim, créateurs des séries Tom Goes to the Mayor, Tim and Eric Awesome Show, Great Job! et Tim & Eric's Bedtime Stories, Check It Out! with Dr. Steve Brule diffusées sur Adult Swim,,, et du film Tim and Eric's Billion Dollar Movie.

## Contexte
Tim Heidecker est né et a grandi à Allentown, en Pennsylvanie. Il a étudié à la Allentown Central Catholic High School (en) et la Temple University.
Eric Wareheim est né et a grandi à Audubon, en Pennsylvanie, et est diplômé de la Methacton High School (en) de Norristown, en Pennsylvanie,.